# Rue de la Reine-Henriette
La rue de la Reine-Henriette est une voie de communication située à Colombes, dans le département des Hauts-de-Seine, en France.

## Situation et accès

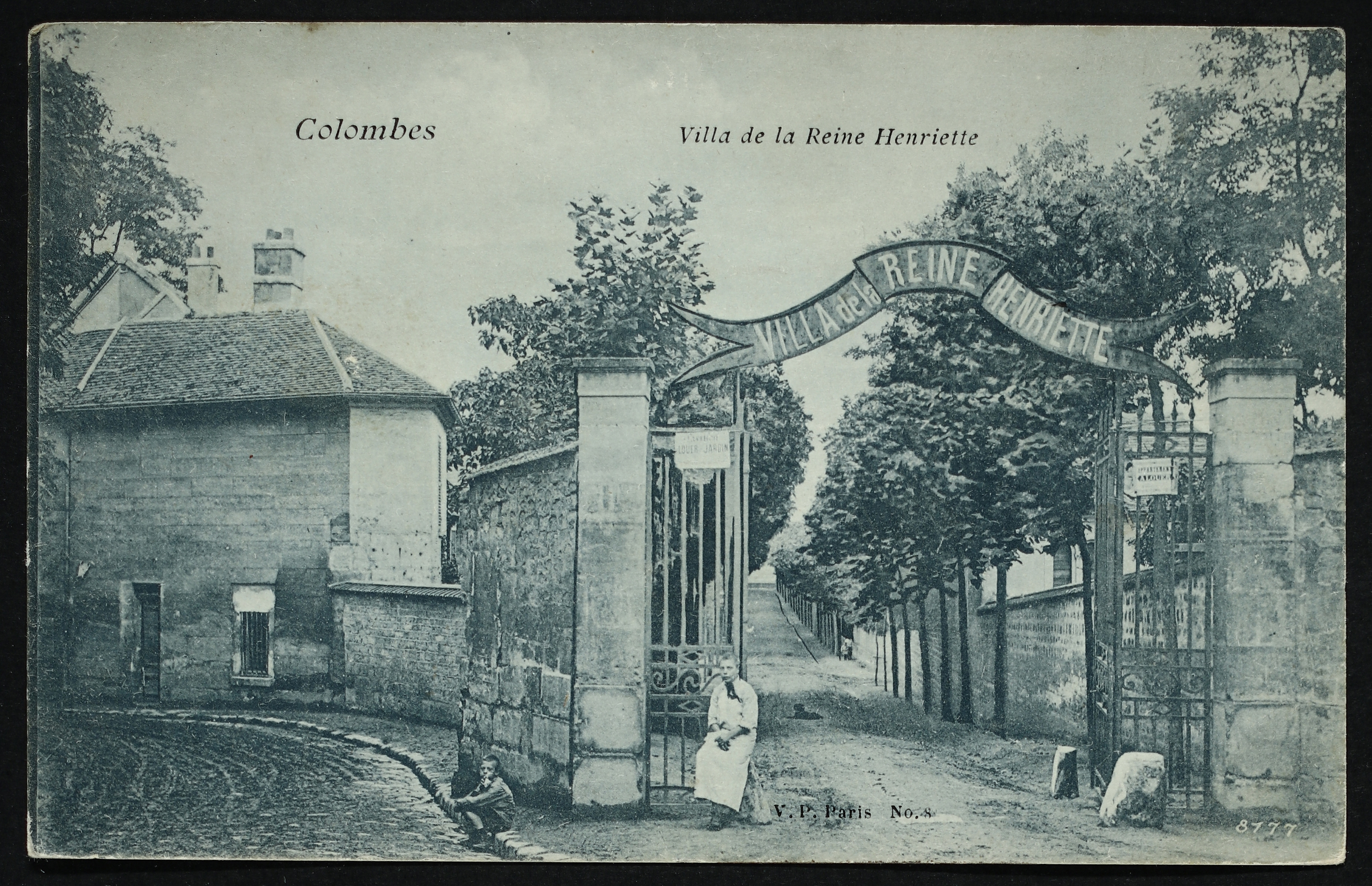
Carte postale - Colombes - Villa de la Reine Henriette - 9FI-COL 88

Orientée d'ouest en est, elle part du croisement de la rue Paul-Bert et du boulevard Edgar-Quinet. Elle passe ensuite le carrefour de la rue Gay-Lussac et de la villa Kreisser, marque l'extrémité sud de l'avenue Léon-Renault, croise la rue Saint-Denis puis opère un virage sur la droite et, entrant dans une zone piétonnière, se termine au carrefour de la rue Gabriel-Péri et du boulevard Edgar-Quinet.

## Origine du nom

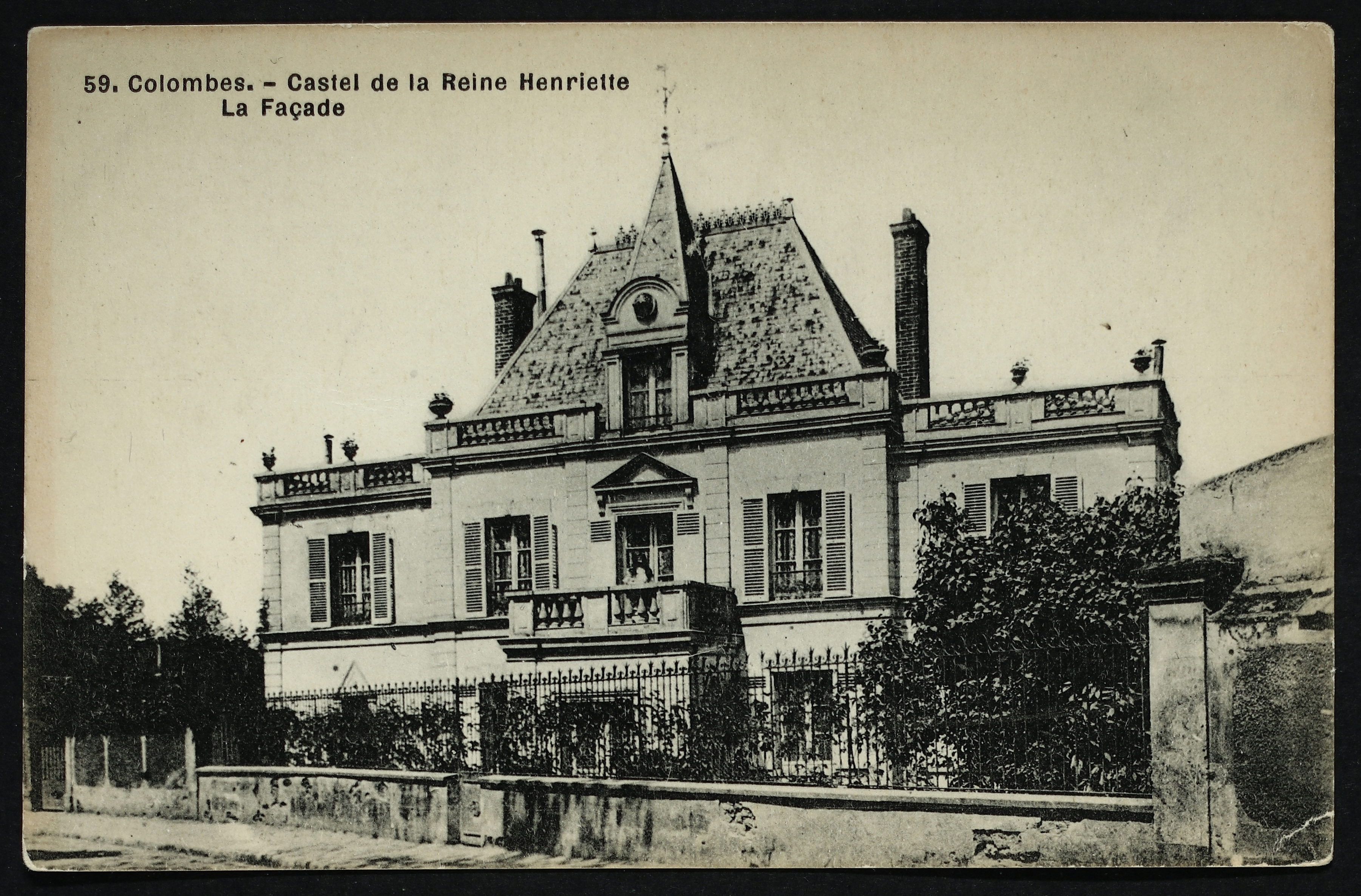
Carte postale - Colombes - Castel de la reine Henriette - La façade

Depuis 1818, elle tient son nom de la reine Henriette-Marie de France qui y mourut le 10 septembre 1669. Sa dépouille mortelle resta quelques jours dans la crypte du château avant d'être inhumée à Saint-Denis.

## Historique

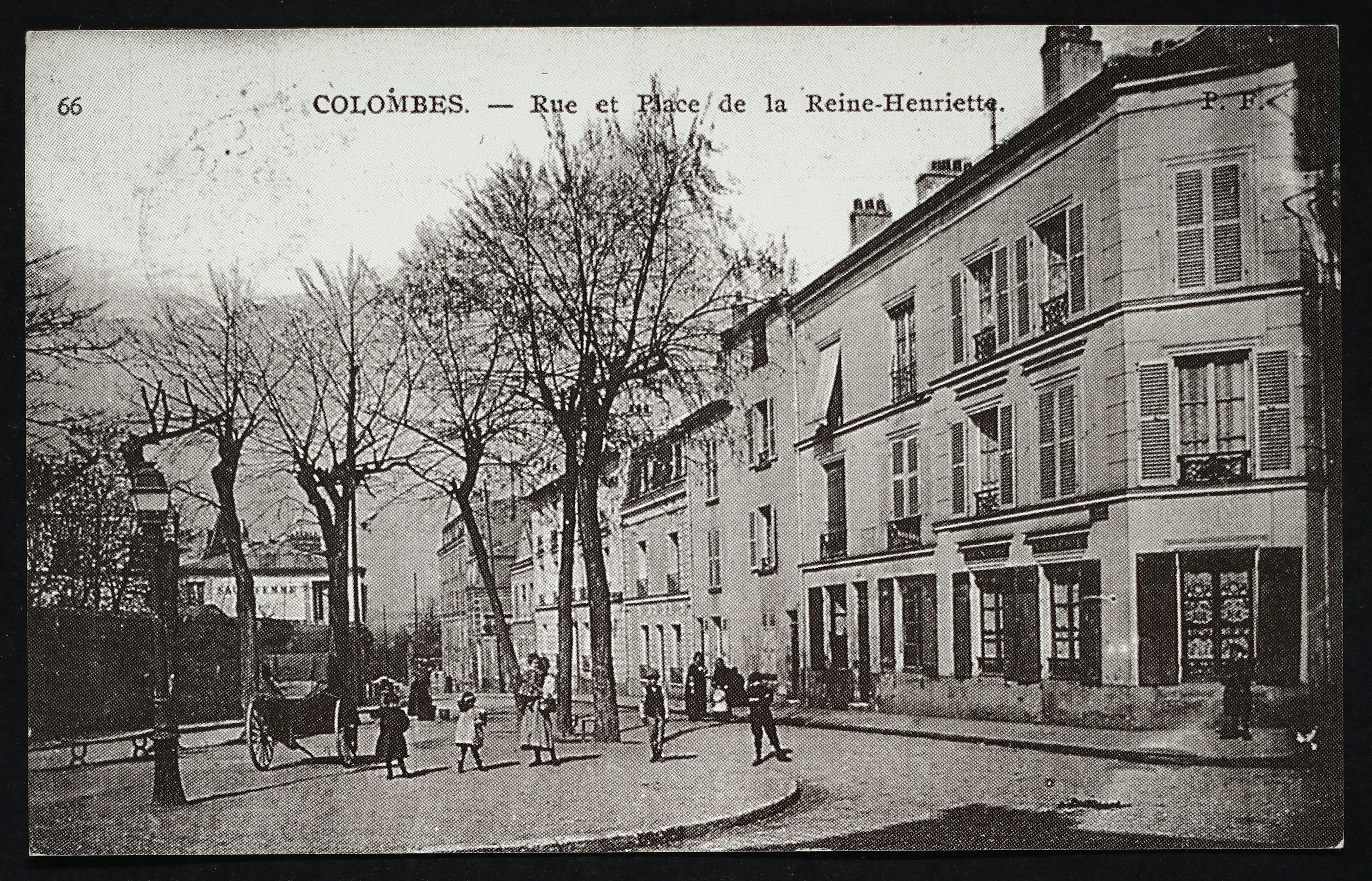
Rue et place de la Reine-Henriette.

À cet endroit se trouvait un château, entouré d’un jardin de trois hectares, dont on sait qu'il appartint à un sieur Barbot en 1636.
C'est en 1657 qu'Henriette de France s'y installe, après avoir été chassée d'Angleterre en 1644. Louis XIV et la reine Marie-Thérèse lui rendirent visite en juin 1665.

## Bâtiments remarquables et lieux de mémoire

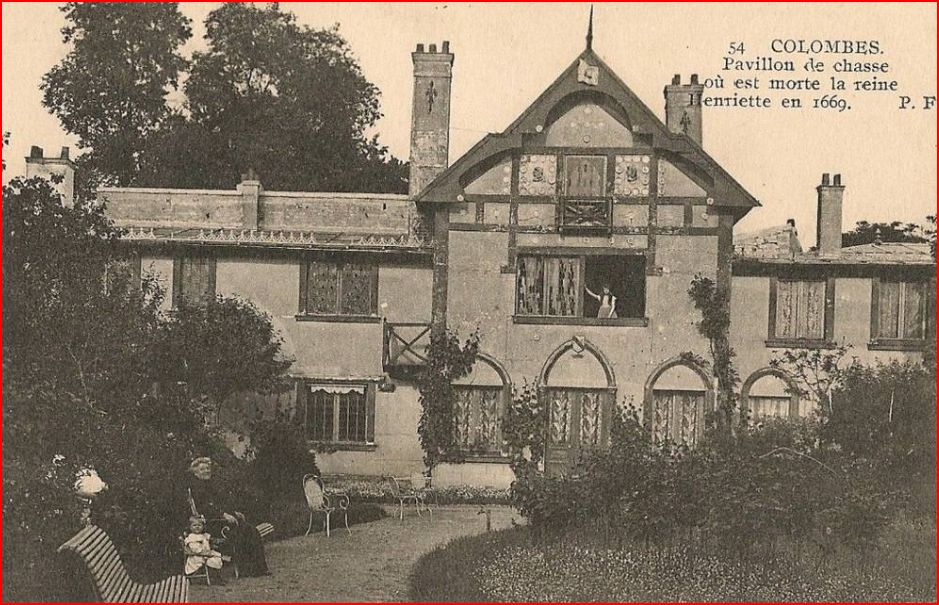
Pavillon de chasse où est morte la reine Henriette en 1699.

- Le peintre Alfred Choubrac y tenait atelier en 1895.
- Château de la reine Henriette. Des négociations du traité de Bréda y eurent lieu[3]. L'acte de vente de 1698 par le duc d'Orléans le décrit comme plusieurs corps de logis, une basse-cour, un jardin etc[4]... Il fut démoli en 1846.
- École maternelle datant de la fin du XIXe siècle, aujourd'hui reconstruite[5].
- À l'angle de la rue Gabriel-Péri se trouvait un monument aux morts inauguré en 1922[6], sur l'ancienne place du Souvenir[7], aujourd'hui la place du Souvenir-et-de-la-Résistance.